# Giorgio Pessi
Giorgio Pessi (Trieste, 17 novembre 1891 – Capo Sunio, 18 luglio 1933) è stato un ufficiale e aviatore italiano, pluridecorato medaglia d'argento al valor militare. Asso dell'aviazione da caccia nel Regio Esercito, è accreditato, con lo pseudonimo di Giuliano Parvis, di 6 abbattimenti durante la prima guerra mondiale.

## Biografia
Giorgio Pessi nacque il 17 novembre del 1891 a Trieste, allora dominata dall'Impero austro-ungarico. Iniziò gli studi frequentando la locale scuola superiore tecnica per poi approfondire gli studi frequentando corsi di ingegneria a Bienne, in Svizzera, e di architettura a Monaco di Baviera, nell'allora Impero tedesco. Dopo lo scoppio della prima guerra mondiale, nel gennaio del 1915 si rifugiò a Venezia. Quando il governo del Regno d'Italia prese la decisione di entrare in guerra, Pessi si arruolò volontario iscrivendosi ad un corso ufficiali di cavalleria del Regio Esercito ed alla sua fine assegnato al 2º Reggimento di Cavalleria con il grado di sottotenente.

## Servizio militare nella Grande Guerra
Pessi non fece tuttavia servizio militare in cavalleria perché ottenne il trasferimento in aeronautica e il 10 ottobre 1916 (alla Malpensa) ricevette il brevetto avanzato di pilota. Nella zona di Milano fu istruttore fino al maggio del 1917. Il 3 maggio del 1917 prese il nome di guerra di Giuliano Parvis, per evitare, in caso di cattura, di essere considerato un traditore degli austroungarici, come era successo a Cesare Battisti.
Pessi terminò la scuola di guerra a San Giusto e il 25 maggio 1917 fu inviato al comando dell'82ª Squadriglia malgrado la sua inesperienza bellica. Il 13 giugno fu trasferito al 78ª Squadriglia Caccia e il mese seguente alla 91ª Squadriglia. Voleva volare con un caccia monoposto SPAD S.VII con un emblema personale sulla carlinga di una luna crescente. Pessi vinse il suo primo combattimento aereo il 2 agosto 1917. Tutti i suoi successi furono condivisi con assi del volo come Ferruccio Ranza, Giovanni Sabelli e Francesco Baracca. Egli prese servizio nella 91ª Squadriglia sino al 16 marzo 1918. Egli fu trasferito al commissariato generale delle forze aeree. Il successivo 20 agosto Pessi venne trasferito negli Stati Uniti d'America per un corso di aggiornamento al volo pilotando un Caproni Ca.5 (Ca.44) sino alla fine del conflitto.
Il 1 febbraio 1919, la commissione di valutazione dell'aviazione militare gli riconosce sei vittorie aeree. Una di queste fu negata, quella del 6 novembre 1917 dove sconfisse in un duello aereo l'asso austro-ungarico Rudolf Szepessy-Sokoll.

## La scomparsa

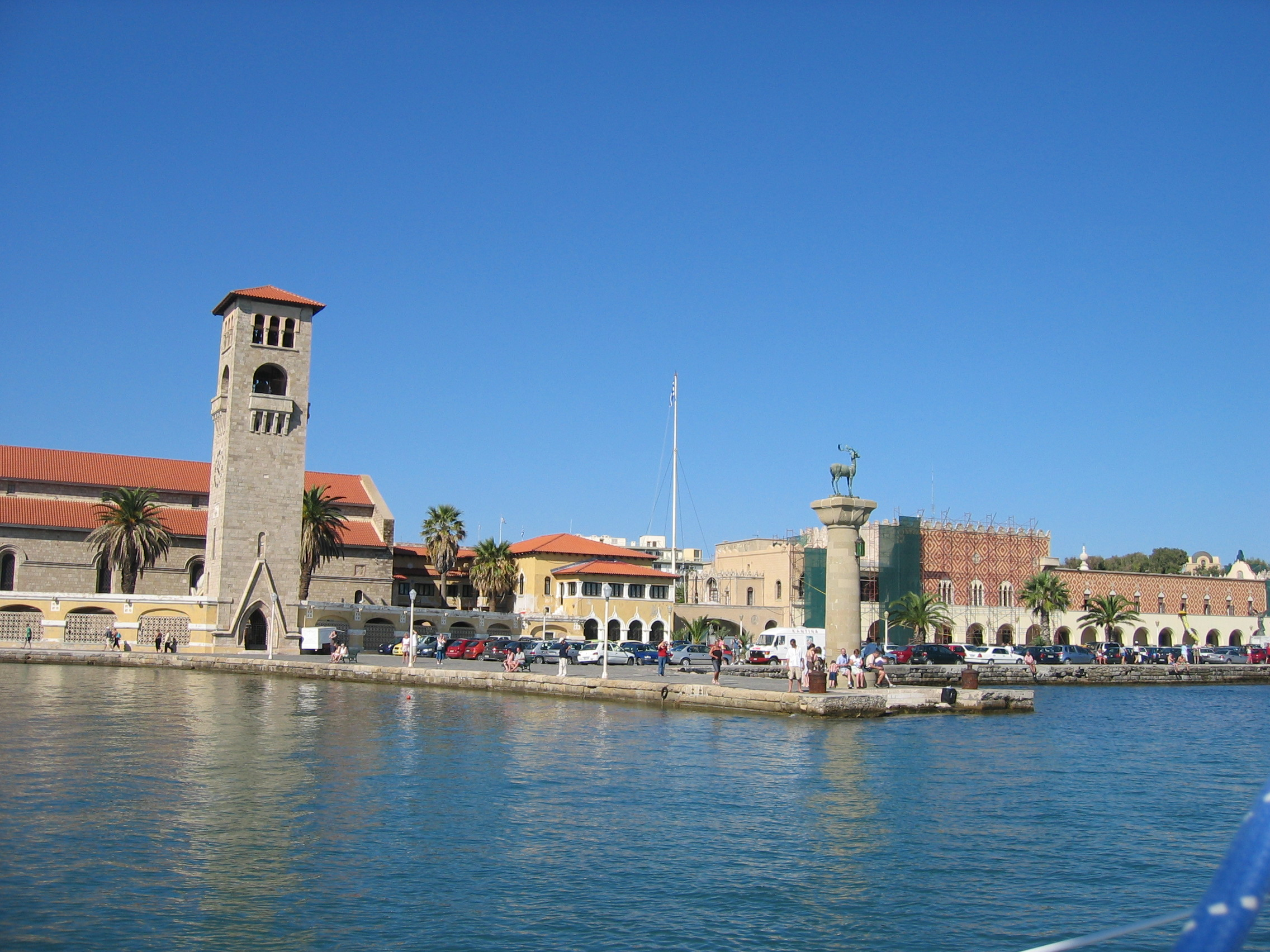
Il porto del Mandracchio.

Il 18 luglio del 1933, alle 15:10, un Dornier Wal con codice di registrazione I-AZEE, della compagnia aerea Aero Espresso Italiana, decollò dall'idroscalo di Atene-Falero con destinazione l'Idroscalo di Rodi-Mandracchio. L'equipaggio, seguendo la procedura standard dell'epoca, iniziò a comunicare la propria posizione via radio ogni dieci minuti ma dopo circa mezz'ora dal decollo nessuna delle stazioni di terra riuscì a stabilire un contatto radio con l'idrovolante. In un primo momento si pensò ad un malfunzionamento dell'apparecchiatura radio o che l'aereo fosse entrato in una zona non coperta dalle trasmissioni ma trascorse le 3 ore necessarie per coprire il tragitto tra Atene e Rodi si chiese conferma alla stazione radio di Syra se avesse ricevuto messaggi da parte di I-AZEE. Solo quando anche la stazione di Syra confermò che l'aereo non si era visto nei cieli dell'isola venne lanciato l'allarme ed i soccorsi. L'ultimo avvistamento dell'idrovolante I-AZEE era avvenuto sopra i cieli tra il capo Sounion e l'isola di Makroniso da parte di alcune navi. Le ricerche furono vane ed i quattro membri d'equipaggio, tra i quali Giorgio Pessi, e due passeggeri non furono mai trovati.

## Dediche e riconoscimenti
In seguito alla sua scomparsa gli venne intitolato l'Aeroporto di Rodi-Marizza, aeroporto militare della Regia Aeronautica sito nell'allora Provincia di Rodi, costituita dalle Isole italiane dell'Egeo (conosciute anche come Dodecaneso), parte del Regno d'Italia dopo l'acquisizione del 1912.

## Onorificenze

### Onorificenze estere
Medaglia d'oro serba.